# 鹤岗市林业局生活区
鹤岗市林业局生活区是中国黑龙江省鹤岗市东山区下辖的一个类似乡级单位。所在区域，是鹤岗市人民政府林业和草原局下辖的七个国有林场（事业单位）。
2018年及之前，在国家统计局网站，称鹤岗市林业局。2018年，中共鹤岗市市委、市政府机构新建、调整。其中，鹤岗市林业局、市城市管理行政执法局等相关机构，组建鹤岗市林业和草原局。2019年起，在国家统计局网站，称鹤岗市林业局生活区。

## 行政区划
鹤岗市人民政府网站，2024年相关文件提及七个国有林场分别是三道林场、红旗林场、桶子沟林场、十里河林场、鹤林林场、十八号林场、细鳞河林场。
国家统计局网站，下辖以下地区：
鹤林林场、三道林场、十里河林场、桶子沟林场、十八号林场、细鳞河林场和红旗林场。